# 야마도리촌 (니가타현 고시군)
야마도리촌(山通村)은 니가타현 고시군에 있던 촌이다.

## 역사
- 1889년 4월 1일 - 정촌제 시행에 의해 고시군 야마도리촌이 성립하였다.
- 1948년 7월 1일 - 나가오카시의 일부와, 미야우치정의 일부에 편입되어 소멸하였다.

## 참고문헌
- 『市町村名変遷辞典』東京堂出版、1990年。
- 『全國市町村便攬　昭和二十三年度版』日本観光、1947年。
- 『全國市町村便攬　六版』全國教育圖書、1949年9月5日。
- 『新潟県市町村区域及改称市町村名一覧表』関井常弥、1889年3月25日。
- 『新潟県年鑑（昭和二十年版）』新潟日報社、1944年12月31日。